# 嶺北
| 嶺北のデータ |                                               |  |
| 国           | 日本                                          |  |
| 地方         | 中部地方、北陸地方                            |  |
| 面積         | 3,090.38 km²                                  |  |
| 推計人口     | 606,805 人 （全県比：82.7%） （2025年6月1日） |  |
|              |                                               |  |

嶺北（れいほく）は、福井県の山中峠・木ノ芽峠・栃ノ木峠以北の地域名。令制国の越前国から敦賀郡（現・敦賀市）を除いた範囲に相当する。越前地方と呼ばれることもあるが、越前国とは範囲が異なる。

## 概要
呼称は、北陸道（北国街道）の難所である木ノ芽峠（木嶺）より北側を『木嶺以北』（もくれいいほく）と呼び始めた事に由来する。
木ノ芽峠（木嶺）は1876年の敦賀県廃止による石川県・滋賀県への編入時に両県の県境となり、1881年の福井県再設置以降も地域区分の境界となっている。
嶺南との境界は山中峠・木ノ芽峠・栃ノ木峠の稜線である。地域名としては天気予報などで日常的に用いられる。

## 地理
地形
- 平野：福井平野
- 盆地：大野盆地
- 山：足羽山
- 岬：越前岬
- 川：足羽川、九頭竜川
- 湖：九頭竜湖
- 湾：若狭湾
- 温泉：芦原温泉

## 自治体
嶺北は以下の7市4郡4町からなる。
- 福井市（県庁所在地）
- 大野市
- 勝山市
- 鯖江市
- あわら市
- 越前市
- 坂井市

- 吉田郡
  - 永平寺町
- 今立郡
  - 池田町
- 南条郡
  - 南越前町
- 丹生郡
  - 越前町

また、嶺北を以下のように細分する場合がある。
- 福井 - 福井市、永平寺町
- 坂井 - あわら市、坂井市
- 奥越 - 大野市、勝山市
- 南越 - 鯖江市、越前市、池田町、南越前町、越前町
  - 丹南とも呼ばれる。由来は「丹」生郡と「南」条郡から。

## 都市圏
嶺北に中心のある都市圏として福井都市圏があり、域内総生産は約2兆5157億円である。
2010年国勢調査の基準では福井市を中心都市として7市4町で都市雇用圏が構成され、2015年の人口は646,813人である。一般的な都市圏の定義については都市圏を参照のこと。

### 都市雇用圏（10% 通勤圏）の変遷
- 都市雇用圏を構成しない自治体は、各統計年の欄で灰色かつ「-」で示す。

| 自治体 ('80) | 1980年                 | 1990年                 | 1995年                 | 2000年                 | 2005年                 | 2010年                 | 2015年 | 自治体 （現在） |
| ------------ | ---------------------- | ---------------------- | ---------------------- | ---------------------- | ---------------------- | ---------------------- | ------ | --------------- |
| 和泉村       | -                      | -                      | -                      | -                      | -                      | 福井 都市圏 66万0910人 |        | 大野市          |
| 大野市       | 大野 都市圏 4万1901人  | 大野 都市圏 4万0991人  | 大野 都市圏 4万0245人  | 福井 都市圏 56万0601人 | 福井 都市圏 67万1689人 | 福井 都市圏 66万0910人 |        | 大野市          |
| 勝山市       | 勝山 都市圏 3万0852人  | 福井 都市圏 50万5948人 | 福井 都市圏 51万3527人 | 福井 都市圏 56万0601人 | 福井 都市圏 67万1689人 | 福井 都市圏 66万0910人 |        | 勝山市          |
| 福井市       | 福井 都市圏 45万4495人 | 福井 都市圏 50万5948人 | 福井 都市圏 51万3527人 | 福井 都市圏 56万0601人 | 福井 都市圏 67万1689人 | 福井 都市圏 66万0910人 |        | 福井市          |
| 清水町       | 福井 都市圏 45万4495人 | 福井 都市圏 50万5948人 | 福井 都市圏 51万3527人 | 福井 都市圏 56万0601人 | 福井 都市圏 67万1689人 | 福井 都市圏 66万0910人 |        | 福井市          |
| 越廼村       | 福井 都市圏 45万4495人 | 福井 都市圏 50万5948人 | 福井 都市圏 51万3527人 | 福井 都市圏 56万0601人 | 福井 都市圏 67万1689人 | 福井 都市圏 66万0910人 |        | 福井市          |
| 美山町       | 福井 都市圏 45万4495人 | 福井 都市圏 50万5948人 | 福井 都市圏 51万3527人 | 福井 都市圏 56万0601人 | 福井 都市圏 67万1689人 | 福井 都市圏 66万0910人 |        | 福井市          |
| 鯖江市       | 福井 都市圏 45万4495人 | 福井 都市圏 50万5948人 | 福井 都市圏 51万3527人 | 福井 都市圏 56万0601人 | 福井 都市圏 67万1689人 | 福井 都市圏 66万0910人 |        | 鯖江市          |
| 金津町       | 福井 都市圏 45万4495人 | 福井 都市圏 50万5948人 | 福井 都市圏 51万3527人 | 福井 都市圏 56万0601人 | 福井 都市圏 67万1689人 | 福井 都市圏 66万0910人 |        | あわら市        |
| 芦原町       | 福井 都市圏 45万4495人 | 福井 都市圏 50万5948人 | 福井 都市圏 51万3527人 | 福井 都市圏 56万0601人 | 福井 都市圏 67万1689人 | 福井 都市圏 66万0910人 |        | あわら市        |
| 三国町       | 福井 都市圏 45万4495人 | 福井 都市圏 50万5948人 | 福井 都市圏 51万3527人 | 福井 都市圏 56万0601人 | 福井 都市圏 67万1689人 | 福井 都市圏 66万0910人 |        | 坂井市          |
| 坂井町       | 福井 都市圏 45万4495人 | 福井 都市圏 50万5948人 | 福井 都市圏 51万3527人 | 福井 都市圏 56万0601人 | 福井 都市圏 67万1689人 | 福井 都市圏 66万0910人 |        | 坂井市          |
| 春江町       | 福井 都市圏 45万4495人 | 福井 都市圏 50万5948人 | 福井 都市圏 51万3527人 | 福井 都市圏 56万0601人 | 福井 都市圏 67万1689人 | 福井 都市圏 66万0910人 |        | 坂井市          |
| 丸岡町       | 福井 都市圏 45万4495人 | 福井 都市圏 50万5948人 | 福井 都市圏 51万3527人 | 福井 都市圏 56万0601人 | 福井 都市圏 67万1689人 | 福井 都市圏 66万0910人 |        | 坂井市          |
| 松岡町       | 福井 都市圏 45万4495人 | 福井 都市圏 50万5948人 | 福井 都市圏 51万3527人 | 福井 都市圏 56万0601人 | 福井 都市圏 67万1689人 | 福井 都市圏 66万0910人 |        | 永平寺町        |
| 永平寺町     | 福井 都市圏 45万4495人 | 福井 都市圏 50万5948人 | 福井 都市圏 51万3527人 | 福井 都市圏 56万0601人 | 福井 都市圏 67万1689人 | 福井 都市圏 66万0910人 |        | 永平寺町        |
| 上志比村     | 福井 都市圏 45万4495人 | 福井 都市圏 50万5948人 | 福井 都市圏 51万3527人 | 福井 都市圏 56万0601人 | 福井 都市圏 67万1689人 | 福井 都市圏 66万0910人 |        | 永平寺町        |
| 朝日町       | 福井 都市圏 45万4495人 | 福井 都市圏 50万5948人 | 福井 都市圏 51万3527人 | 福井 都市圏 56万0601人 | 福井 都市圏 67万1689人 | 福井 都市圏 66万0910人 |        | 越前町          |
| 織田町       | -                      | 武生 都市圏 11万9560人 | 福井 都市圏 51万3527人 | 福井 都市圏 56万0601人 | 福井 都市圏 67万1689人 | 福井 都市圏 66万0910人 |        | 越前町          |
| 越前町       | -                      | 武生 都市圏 11万9560人 | 武生 都市圏 11万4029人 | 武生 都市圏 11万4823人 | 福井 都市圏 67万1689人 | 福井 都市圏 66万0910人 |        | 越前町          |
| 宮崎村       | 武生 都市圏 9万9810人  | 武生 都市圏 11万9560人 | 武生 都市圏 11万4029人 | 武生 都市圏 11万4823人 | 福井 都市圏 67万1689人 | 福井 都市圏 66万0910人 |        | 越前町          |
| 武生市       | 武生 都市圏 9万9810人  | 武生 都市圏 11万9560人 | 武生 都市圏 11万4029人 | 武生 都市圏 11万4823人 | 福井 都市圏 67万1689人 | 福井 都市圏 66万0910人 |        | 越前市          |
| 今立町       | 武生 都市圏 9万9810人  | 武生 都市圏 11万9560人 | 武生 都市圏 11万4029人 | 武生 都市圏 11万4823人 | 福井 都市圏 67万1689人 | 福井 都市圏 66万0910人 |        | 越前市          |
| 南条町       | 武生 都市圏 9万9810人  | 武生 都市圏 11万9560人 | 武生 都市圏 11万4029人 | 武生 都市圏 11万4823人 | 福井 都市圏 67万1689人 | 福井 都市圏 66万0910人 |        | 南越前町        |
| 今庄町       | 武生 都市圏 9万9810人  | 武生 都市圏 11万9560人 | 武生 都市圏 11万4029人 | 武生 都市圏 11万4823人 | 福井 都市圏 67万1689人 | 福井 都市圏 66万0910人 |        | 南越前町        |
| 河野村       | 武生 都市圏 9万9810人  | 武生 都市圏 11万9560人 | 武生 都市圏 11万4029人 | 武生 都市圏 11万4823人 | 福井 都市圏 67万1689人 | 福井 都市圏 66万0910人 |        | 南越前町        |
| 池田町       | -                      | 武生 都市圏 11万9560人 | 武生 都市圏 11万4029人 | 武生 都市圏 11万4823人 | 福井 都市圏 67万1689人 | 福井 都市圏 66万0910人 |        | 池田町          |

- 2004年3月1日：坂井郡金津町・芦原町が新設合併し、あわら市となる。
- 2005年
  - 1月1日：南条郡南条町・今庄町・河野村が新設合併し、南越前町となる。
  - 2月1日：丹生郡朝日町・織田町・越前町、宮崎村が新設合併し、越前町となる。
  - 10月1日：武生市・今立郡今立町が新設合併し、越前市となる。
  - 11月7日：大野郡和泉村が大野市に編入。
- 2006年
  - 2月1日：丹生郡清水町・越廼村・足羽郡美山町が福井市に編入。
  - 2月13日：吉田郡松岡町・永平寺町・上志比村が新設合併し、永平寺町となる。
  - 3月20日：坂井郡三国町・坂井町・春江町・丸岡町が新設合併し、坂井市となる。

## 交通
鉄道
- 越美北線
- 福井鉄道福武線
- えちぜん鉄道勝山永平寺線
- えちぜん鉄道三国芦原線
- ハピラインふくい線

道路
- 北陸自動車道
- 中部縦貫自動車道
- 国道8号
- 国道157号
- 国道158号
- 国道305号
- 国道364号
- 国道365号
- 国道416号
- 国道417号
- 国道418号（県内全区間で国道157号と重複）
- 国道476号

## テレビ局
- 北陸朝日放送
- NHK福井放送局
- 福井放送
- 北陸放送
- テレビ金沢
- 福井テレビジョン放送
- 石川テレビ放送
- 岐阜放送
- 中京テレビ放送
- 東海テレビ放送
- CBCテレビ
- 名古屋テレビ放送